# Sylka Sánchez
Sylka Estefanía Sánchez Campos, Tiến sĩ (sinh ngày 19 tháng 7 năm 1970) là một chính trị gia, luật sư và nữ doanh nhân người Ecuador.

## Tiểu sử
Sylka Sánchez sinh ngày 19 tháng 7 năm 1970 tại Guayaquil, Ecuador tại quê nhà của Wilson Sánchez Castello y María Campos. Bà hoàn thành chương trình học cấp hai tại Trường Urdesa và theo đuổi giáo dục đại học tại Đại học Laica Vicente Rocafuerte, tốt nghiệp luật sư. Sau đó, bà sẽ có được một bằng cấp về khoa học chính trị và xã hội và sau đó là bằng tiến sĩ về khoa học pháp lý từ cùng một trường đại học. Năm 1989, Sánchez giành chiến thắng trong cuộc thi Nữ hoàng của thành phố Guayaquil.
Năm 1994, Sánchez bắt đầu làm trợ lý trong bộ phận pháp lý của Ngân hàng Litoral, thuộc sở hữu của Álvaro Noboa. Năm sau, bà được Noboa Corporation thuê vào vị trí tương tự và sau đó trở thành kiểm sát viên hợp pháp của nó. Năm 1998, bà trở thành phó chủ tịch của tập đoàn Noboa và sau đó sẽ trở thành giám đốc pháp lý toàn cầu của 115 công ty trong tập đoàn. Từ 1999 đến 2000, Sánchez sẽ quản lý tất cả các công ty trái cây, sản xuất và cà phê, bột mì và vận chuyển thuộc Tập đoàn Noboa.

## Trích dẫn
1. 1 2 3  "Los colaboradores más cercanos de los aspirantes". El Universo (bằng tiếng Tây Ban Nha). ngày 24 tháng 11 năm 2002. Bản gốc lưu trữ ngày 8 tháng 1 năm 2017. Truy cập ngày 8 tháng 1 năm 2017.{{Chú thích báo}}:  Quản lý CS1: bot: trạng thái URL ban đầu không rõ (liên kết)
2. ↑  "Silka Sánchez Campos - Asambleístas - Elecciones 2013". ngày 8 tháng 1 năm 2013 (bằng tiếng Tây Ban Nha). El Universo. Truy cập ngày 8 tháng 1 năm 2017.
3. 1 2 3  "Silka es la mujer con más poder en el partido de Álvaro Noboa". El Telégrafo (bằng tiếng Tây Ban Nha). ngày 7 tháng 2 năm 2013. Bản gốc lưu trữ ngày 1 tháng 4 năm 2016. Truy cập ngày 8 tháng 1 năm 2013.{{Chú thích báo}}:  Quản lý CS1: bot: trạng thái URL ban đầu không rõ (liên kết)
4. ↑  "¿Qué formación tienen los 15 candidatos que encabezan las listas de inscritos para asambleístas nacionales?". El Universo (bằng tiếng Tây Ban Nha). ngày 24 tháng 11 năm 2016. Bản gốc lưu trữ ngày 26 tháng 11 năm 2016. Truy cập ngày 20 tháng 1 năm 2017.
5. ↑  "Sylka, la incondicional". El Universo (bằng tiếng Tây Ban Nha). ngày 24 tháng 11 năm 2002. Truy cập ngày 23 tháng 1 năm 2017.
6. ↑  "Caras conocidas encabezan listas". PP Digital (bằng tiếng Tây Ban Nha). PP El Verdadero. ngày 14 tháng 1 năm 2013. Bản gốc lưu trữ ngày 8 tháng 1 năm 2017. Truy cập ngày 8 tháng 1 năm 2017.
7. ↑  ""Seré los ojos de los ecuatorianos en la Asamblea"". La Verdad (bằng tiếng Tây Ban Nha). ngày 23 tháng 1 năm 2017. Bản gốc lưu trữ ngày 2 tháng 2 năm 2017. Truy cập ngày 20 tháng 1 năm 2017.